# عقل باطن جماعي

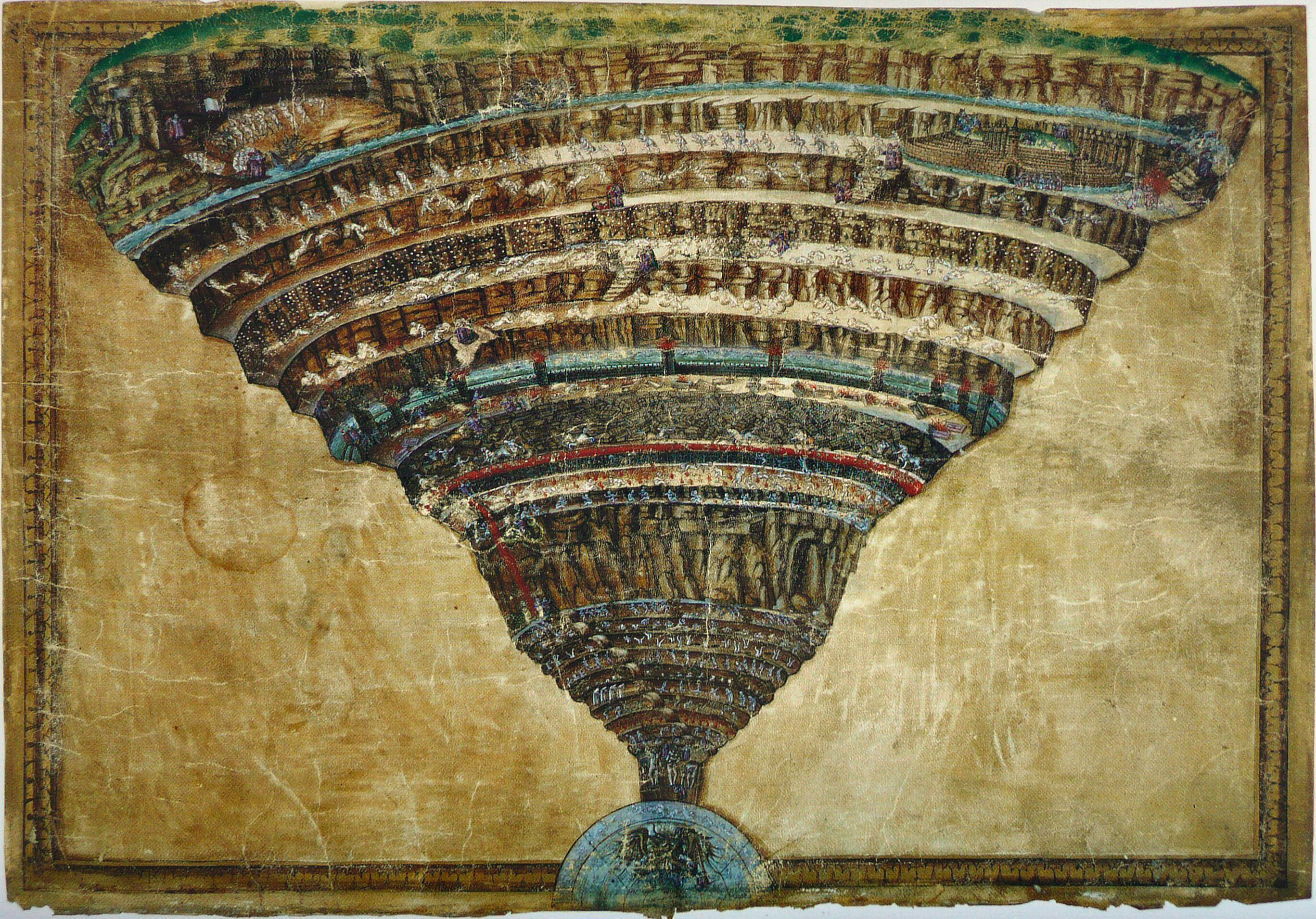
خريطة الجحيم في الكوميديا الإلهية لدانتي أليغييري لساندرو بوتيتشيلي (1480-1495).وفقًا لكارل غوستاف يونغ، فإن الجحيم هو الجانب المزعج من اللاوعي الجمعي في جميع الثقافات.

يُشير مصطلح العقل الباطن الجمعي أو اللاوعي الجمعي أو اللاشعور الجمعي ((بالإنجليزية: Collective unconscious)‏، (بالألمانية: kollektives Unbewusstes)) إلى بُنى العقل الباطن والتي تتشاركها الكائنات من ذات النوع. صاغ المصطلح عالم النفس السويسري كارل غوستاف يونغ. من وجهة نظر يونغ، يتم تحديد العقل الباطن الجمعي من قِبَل الغريزة، والنماذج الأصلية (نماذج بدئية): المُثل الكونية مثل الأم العظيمة والعجوز الحكيم ونموذج الظل وشجرة الحياة. اعتبر يونغ بأن العقل الباطن الجمعي داعمًا يحيط بالعقل الباطن ويميّزه عن العقل الباطن الشخصي الخاص بنظرية فرويد عن التحليل النفسي. وناقش كيف أن العقل الباطن الجمعي كان له تأثير عميق على حياة الأفراد الذين عاشوا رموزه ووضعوا له معنى من خلال تجاربهم. تدور الممارسة العلاجية النفسية لعلم النفس التحليلي حول فحص علاقة المريض بالعقل الباطن الجمعي.
يقول الطبيب والمحلل النفسي التابع للمدرسة اليونغية في علم النفس ليونيل كوربيت، بأن المصطلحات المعاصرة «النفس المستقلة» أو «النفس الموضوعية» تستخدم بشكل شائع اليوم في ممارسة علم النفس المتعمق عوضًا عن المصطلح التقليدي «العقل الباطن الجمعي». قال ناقدي مفهوم العقل الباطن الجمعي بأنه مفهوم غير علمي وجبري، أو من الصعب للغاية اختباره بشكل علمي (بسبب الجانب الغامض المتعلق بالعقل الباطن الجمعي). يشير المؤيدون إلى أن هذه النتائج قد ثبتت صحتها من قِبَل نتائج البحث المتعلقة بعلم النفس والعلوم العصبية وعلم الإنسان.

## النماذج الأصلية
في تعريف مبكر للمصطلح، كتب يونغ: «تُعتبر النماذج الأصلية أنماطًا نموذجية من الإدراك، وأينما نلتقي مع أنماط موحدة ومتكررة من الإدراك، فإننا نتعامل مع النموذج الأصلي، بغض النظر عما إذا كانت الشخصية الأسطورية معترف بها أم لا». تتبع يونغ المصطلح إلى فيلو وإيرينيئوس ومجموعة الكتب المتون الهرمسية، الذين يربطون النماذج الأصلية باللاهوت وخلق العالم، ويلاحظ يونغ العلاقة الوثيقة مع الأفكار الأفلاطونية.
تسير هذه النماذج الأصلية في عالم يتجاوز التسلسل الزمني لعمر الإنسان، وتتطور على نطاق زمني واسع. فيما يتعلق بالأنيما والأنيمو، وهو الجانب الذكوري داخل الأنثى والجانب الأنثوي داخل الرجل، كتب يونغ ما يلي:
من الواضح أنها موجودة وتعمل في طبقات أعمق من العقل الباطن، وخاصة في الطبقة التطورية التي أطلقت عليها اسم العقل الباطن الجماعي. يفسّر هذا الموقع قدرًا كبيرًا من الغرابة: فهي تجلب إلى وعينا العابر حياة نفسية مجهولة تعود إلى الماضي البعيد. إنه ذهن أسلافنا المجهولين وطريقة تفكيرهم وشعورهم وطريقة تجربتهم للحياة والعالم والآلهة والبشر. من المفترض أن وجود هذه الطبقات القديمة يُعدّ مصدر إيمان الإنسان بالتقمص وذكريات «التجارب السابقة». كما يُعتبر جسم الإنسان بمثابة متحف، إذا جاز التعبير، وذلك عائد إلى تاريخه التطوري، وكذلك الحال بالنسبة للنفس.
وصف يونغ أيضًا النماذج الأصلية بأنها بصمات لحالات خطيرة أو متكررة حدثت في الماضي الإنساني الطويل.
لا يمكن إنشاء قائمة كاملة توضح النماذج الأصلية، ولا يمكن تحديد الاختلافات بين تلك النماذج الأصلية بشكل كُلّي. على سبيل المثال، النسر، هو نموذج أصلي شائع قد يكون له عدد كبير من التفسيرات. من الممكن أن يعني بأن الروح تترك الجسد البشري وتتواصل مع الأجواء السماوية. أو قد يعني ذلك أن شخصًا ما يعاني من العجز الجنسي، لأنه قد خضع لجسم الأنا الروحي. على الرغم من صعوبة ذلك، يقترح المحلل النفسي جون سينغر قائمة جزئية من النماذج الأصلية المدروسة جيدًا والمدرجة في أزواج من الأضداد على النحو التالي:
| الأنا         | الظل            |
| الأم العظيمة  | الأب الاستبدادي |
| العجوز الحكيم | المحتال         |
| الأنيما       | الأنيمو         |
| المضمون       | اللامنطق        |
| الثقة         | الشك            |
| التنظيم       | الفوضى          |
| المعارضة      | التوحيد         |
| الوقت         | الخلود          |
| المقدس        | المدنس          |
| النور         | الظلام          |
| التغيير       | الثبات          |

أشار يونغ إلى محتويات هذه الفئة من النفس الباطنية بأنها تشبه ما وضعه لوسيان ليفي-بريل للتمثيليات الجماعية أو «بالفرنسية: représentations collectives» و«الدوافع» الأسطورية وتصنيفات كل من «هنري هوبير ومرسيل موس» عن الخيال و«الأفكار البدائية» الخاصة «بأدولف باستيان». كما دعا النماذج الأصلية بأنها «مهيمنة» وذلك بسبب تأثيرها العميق على الحياة العقلية.

## الغرائز
يعتمد عرض يونغ للعقل الباطن الجماعي على القضية الكلاسيكية في علم النفس والبيولوجيا فيما يتعلق بمفهوم الطبيعة ضد التنشئة. في حال وافقنا على أن تلك الطبيعة أو الوراثة، تملك بعض التأثيرات على نفسية الفرد، فيجب علينا أن نتحقق من كيفية تأثير هذا التأثير في العالم الحقيقي.
في ليلة واحدة محددة طوال حياتها، تكتشف تيجيسولا يوكاسيلا (عثة اليكة) غبار الطلع على الزهور المتفتحة لنبات اليكة، إذ يكن على شكل حُبيبة مضغوطة، ثم تنقل هذه الحبيبة مع بويضة واحدة إلى مدقة نبات يكة آخر. لا يمكن «تعلم» هذا العمل؛ بل من المنطقي القول بأن عثة اليكة لديها الحدس حول كيفية التصرف والعمل. تتعايش النماذج الأصلية والغرائز في العقل الباطن الجماعي كأضداد مترابطة، كما أوضح يونغ لاحقًا. في حين أن الفهم الأولي بالنسبة لمعظم الحيوانات يتداخل تمامًا مع غرائزهم، أما بالنسبة للبشر، فقد أصبحت النماذج الأصلية لديهم بمثابة سجل منفصل للظواهر العقلية.
كتب يونغ تجربة البشر حول خمسة أنواع رئيسية من الغرائز، وهي: الجوع والجنس والنشاط والتفكير والإبداع. هذه الغرائز، المُدرجة في قائمة بحسب درجة تزايد استخلاصها، تعمل على استنباط وتقييد السلوك البشري، ولكن في الوقت ذاته تترك مجالّا للحرية في تنفيذها وخاصة عند تفاعلها. حتى الشعور بالجوع البسيط يمكن أن يؤدي إلى العديد من الاستجابات المختلفة، بما في ذلك التعلية المجازية. يمكن مقارنة هذه الغرائز «بالدوافع» التي نوقشت في التحليل النفسي ومجالات علم النفس الأخرى. لاحظ العديد من قُراء يونغ بأن في تعامله مع العقل الباطن الجماعي، يشير إلى مزيج غير عادي من القوى البدائية و«الدنيا» والقوى الروحية «العليا».

## تطبيق مفهوم العقل الباطن الجماعي في العلاج النفسي
يسعى العلاج النفسي القائم على علم النفس التحليلي إلى تحليل العلاقة بين الوعي الفردي للشخص والبُنى المشتركة الأعمق التي تكمن وراءه. تعمل التجارب الشخصية على تنشيط النماذج الأصلية في العقل وتعطيها معنى ومضمونًا للفرد. في الوقت ذاته، تنظم النماذج الأصلية، بشكل سري، التجربة والذاكرة البشرية، وتصبح آثارها القوية واضحة بشكل غير مباشر فقط وذي أثر رجعي. يمكن أن يساعد فهم الفرد لقوة العقل الباطن الجماعي في حياته.
في تفسير عالمة النفس التحليلي ماري ويليامز، يمكن للمريض الذي يدرك تأثير النموذج الأصلي فصل الرمز الأساسي عن الشخص الحقيقي الذي يجسد رمز المريض. وبهذه الطريقة، لن يتمكن المريض من نقل مشاعره حول النموذج الأصلي إلى الناس في الحياة اليومية، وبالتالي يمكنه تكوين علاقات صحية وشخصية أكثر.
حذّر يونغ من أن ممارسي العلاج النفسي التحليلي يمكن أن يقعوا تحت تأثير مظاهر العقل الباطن الجماعي، ما يعزز مظهرهم الخارجي على حساب صحة المريض. ويُقال إن مرضى الفُصام يتطابقون تمامًا مع العقل الباطن الجماعي، ويفتقرون إلى الأنا الفعالة التي تساعدهم على التعامل مع الصعوبات الحقيقية في الحياة.